# Mogo
Mogo é uma pequena localidade portuguesa da freguesia de São Vicente de Aljubarrota, no município de Alcobaça.
Esta é uma pequena aldeia, localizada entre Olheiros e Val Vazão, encontrando-se num vale com vista privilegiada para a Serra dos Candeeiros. Crê-se que esta aldeia remonta ao século XVIII, o que se pode constatar através da antiguidade de algumas das suas habitações.